# Iglesia de Santo Domingo (Granada)
La iglesia de Santo Domingo es un templo católico de la ciudad española de Granada, comunidad autónoma de Andalucía, situada en el casco histórico. Se ubica en el popular barrio del Realejo, presidiendo una plaza en cuyo centro se alza el monumento a Fray Luis de Granada.

## Historia
Su construcción se inició en el año 1512, y forma parte del Convento de Santa Cruz la Real. Se comenzó en estilo gótico, no teniéndose constancia de quien fue el autor de sus trazas o el director de las obras. De la estética del gótico se conservan importantes elementos como son sus arcos y bóvedas. Posteriormente fue completada en el Renacimiento, en el Barroco y en la época Contemporánea por diversos artistas, que hacen de este templo uno de los edificios religiosos más singulares de Granada.

## Descripción
Aparece descrita en el Estudio descriptivo de los monumentos árabes de Granada, Sevilla y Córdoba (1885) de Rafael Contreras y Muñoz con las siguientes palabras:

Santo Domingo. En este convento se ha instalado la Comisión de Monumentos de la Provincia, la Academia Escuela provincial de Bellas Artes, y una sociedad particular titulada El Liceo. La Comisión de Monumentos estableció aquí el Museo compuesto de cuantos cuadros pudieron recogerse de los extinguidos conventos, y además prepara la formación de uno de antigüedades. Los Reyes Católicos cedieron á Fray Tomás de Torquemada ricos bienes para fundar este edificio, en la huerta de Almanjarra, arrabal de Bib-alfajarin. A los cuatro meses de conquistada esta Ciudad se principió la obra, pero hasta treinta años después no se vió terminada, debiéndose sin duda á este tiempo el pórtico singular de transición que tenía. A fin del siglo XVII se hizo el Camarín y el gran Claustro. La planta es una cruz latina, y su alzado tiene grandeza y severidad. En la crujía del Norte del Claustro gótico tuvo su celda Fray Luis de Granada. Este Claustro no existe ya.
(Contreras y Muñoz, 1885, p. 375)

### Exterior
Del exterior destaca su peculiar fachada a los pies del templo, enmarcada entre dos contrafuertes y compuesta por un pórtico de piedra con tres arcos de medio punto sobre columnas en cuyas enjutas se muestran las iniciales de los Reyes Católicos, "F" e "Y". Tras las columnas destacan las pinturas que decoran la fachada con arquitectura figurada donde se presenta una hornacina con la Virgen del Rosario, titular de la iglesia y copatrona de la ciudad de Granada, así como su campanario. En uno de los lados aparece el escudo de los reyes con el águila de San Juan y en el otro el del emperador Carlos con el águila bicéfala y el conocido lema "Tanto monta" en el centro. Sobre el pórtico de entrada se encuentra una bella ventana enmarcada por un arco que cobija dos arcos menores con parteluz, cuya parte superior se encuentra decorada con victorias esculpidas.

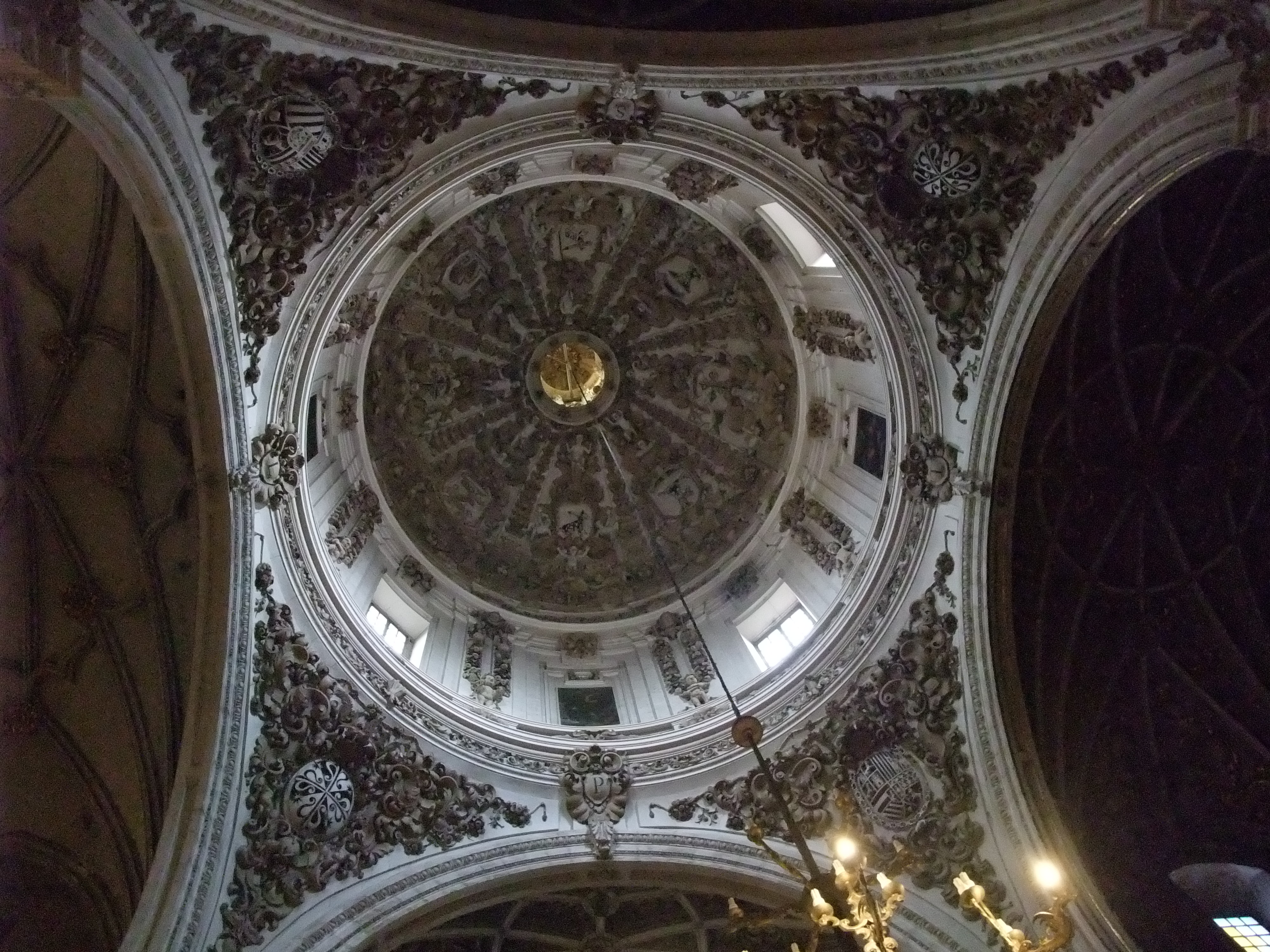
Cúpula

### Interior
Presenta planta de cruz latina y consta de una sola nave muy amplia a la que se le adosan cinco capillas en cada uno de los lados. Sus cubiertas están constituidas a base de bóvedas de crucería, que presentan rosetones en el cruce de sus nervios. En el centro de su amplio presbiterio destaca un tabernáculo de mármol construido que data del año 1699. De enorme interés es el retablo lateral que preside el crucero izquierdo, donde se encuentra el camarín de la Virgen del Rosario Coronada, copatrona de la ciudad. Aparece dominado por la presencia de numerosos ángeles y querubines que parecen jugar en los enormes estípites y demás elementos barrocos que constituyen este conjunto, realizado a partir de 1741 y completado por Blas Antonio Moreno a partir de 1759.

## Hermandades
Son varias las Hermandades y Cofradías de Granada que tienen su sede canónica en esta iglesia de Santa Cruz la Real, y entre ellas algunas muy importantes dentro y fuera de la Semana Santa granadina, como son:
- Archicofradía de la Virgen del Rosario Coronada, que procesiona en la tarde del 12 de octubre, Fiesta Nacional de España.
- Hermandad de la Santa Cena, que procesiona en la tarde del Domingo de Ramos.[5]
- Hermandad de la Humildad.[5]: Esta hermandad, conocida popularmente como "La Cañilla", tiene por titulares al Señor de la Humildad, la Soledad de Nuestra Señora y el Dulce Nombre de Jesús. A lo largo de la Semana Santa realiza tres salidas procesionales, el Martes Santo, el Viernes Santo y el Domingo de Resurrección.
- Hermandad de las Tres Caídas, que procesiona en la tarde del Miércoles Santo.[5]